# 松平忠祇
松平 忠祇（まつだいら ただまさ）は、江戸時代中期の大名。肥前国島原藩5代藩主、のち下野国宇都宮藩初代藩主。深溝松平家10代当主。官位は従五位下・主殿頭、大炊頭。

## 略歴
元文3年（1738年）11月11日（または享保20年（1735年））、島原藩主・松平忠刻の長男として誕生。寛延2年（1749年）4月に父が死去したため、7月13日に家督を継いだ。しかし直後の7月23日、幕命により下野宇都宮に移封となった。宝暦元年（1751年）12月28日に従五位下・主殿頭に叙位・任官する。宇都宮藩内では忠祇の出した命令が原因で宝暦3年（1753年）9月13日に籾摺騒動が発生した。
宝暦12年（1762年）9月、病気を理由に弟で養子・忠恕に家督を譲って隠居する。12月18日に大炊頭に遷任する。

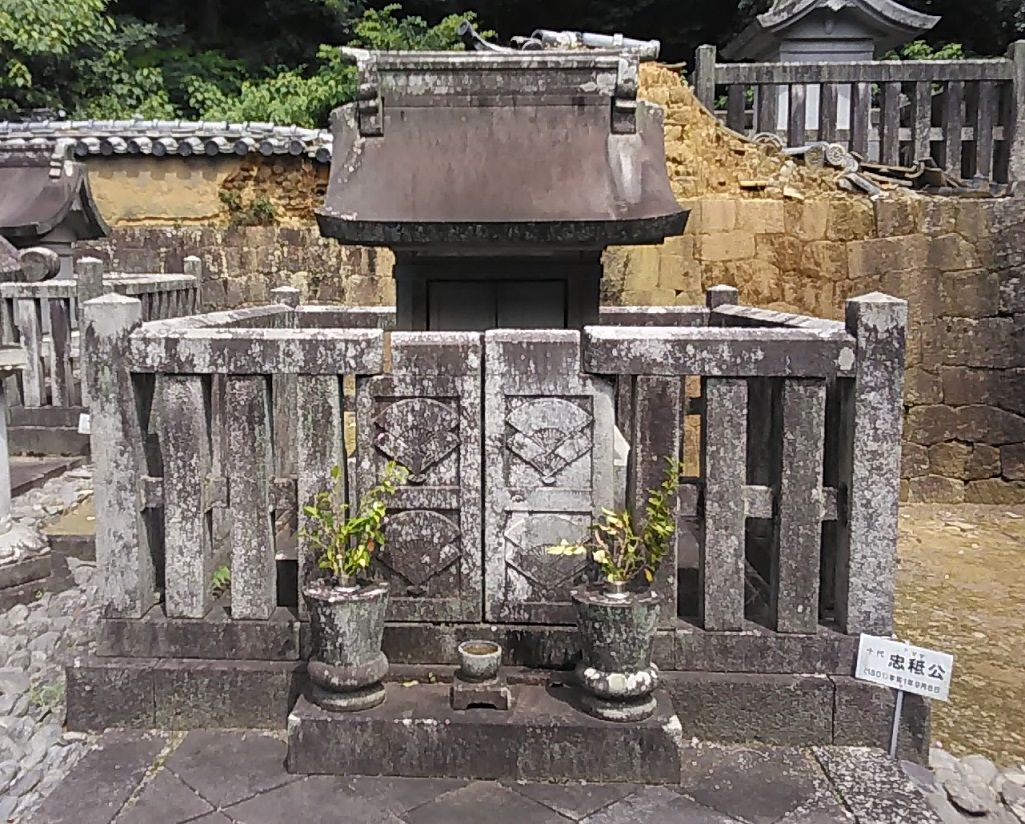
松平忠祇の墓(幸田町本光寺)

安永4年（1775年）になって、松平家は再び島原に復帰している。享和元年（1801年）9月14日に死去した。享年64（または67）。

## 系譜
- 父：松平忠刻（1716-1749）
- 母：土屋陳直娘
- 正室：堀田正亮娘
- 生母不明の子女
  - 女子：土岐頼布正室
- 養子
  - 男子：松平忠恕（1740/42-1792） - 松平忠刻の次男